# 지덕엽
지덕엽(1956년 11월 25일~)은 전 송골매 멤버이자 대한민국의 CF감독이다.
1977년에 김종태, 박홍일, 배철수와 함께 그룹사운드 '활주로'에서 기타를 맡았다. 1978년에 문화방송(MBC)이 주최한 대학 가요제에서 활주로의 작사작곡 '탈춤'으로 대학 가요제에서 은상을 수상하였다. 1979년에 배철수, 이봉환, 이응수 등과 함께 '송골매를' 결성하여 가수활동을 하다가 1980년 군 입대로 가수활동을 그만하였다.
1984년에 광고화에 입사하여 현재까지 CF감독활동을 하고 있다.